# Teslin (rivière)
Pour les articles homonymes, voir Teslin.
La rivière Teslin est un cours d'eau du Yukon et de la Colombie-Britannique au Canada. C'est un affluent du fleuve Yukon. Elle prend sa source au lac Teslin et fait 393 milles (632 km) de long.
Pendant la Ruée vers l'or du Klondike, entre 1896 et 1899, la rivière était un itinéraire très utilisé pour se rendre sur les lieux des gisements, près de Dawson City, par les prospecteurs qui prenaient le Chilkoot Trail ou le Col White.
Son nom provient de la langue Tutchone. Les premiers explorateurs avaient observé que les locaux prononçaient Teslin-tuh ou Teslin-too, d'où son nom en anglais. La partie amont de la rivière, au sur du lac, a été nommée Whiteswan River de 1904 à 1951.
L'épinette noire est l'arbre le plus fréquent qui pousse sur ses rives.

## Référence
- (en) Cet article est partiellement ou en totalité issu de l’article de Wikipédia en anglais intitulé « Teslin River » (voir la liste des auteurs).